# Sofija Dmitrijewna Schischkina
Sofija Dmitrijewna Schischkina (russisch София Дмитриевна Шишкина, * 30. September 1998) ist eine russische Fußballspielerin.

## Karriere

### Vereine
Schischkina spielte im Seniorinnenbereich von 2017 bis 2023 für den in Perm ansässigen Swesda 2005 Perm in der 1. Liga; ab 2020 Superliga, der höchsten Spielklasse im russischen Frauenfußball. Am Ende ihrer Premierenspielzeit für den Verein gewann sie bereits die Meisterschaft. In den folgenden zwei Jahren gewann sie zweimal den nationalen Vereinspokal, der am 28. Oktober 2018 und am 2. November 2019 mit 1:0 und 2:0 gegen  Rjasan WDW errungen wurde. Auf internationaler Vereinsebene kam sie zweimal im Wettbewerb der Champions-League zum Zuge. Am 11. Oktober 2017 wurde sie im Erstrundenrückspiel gegen den HSC Montpellier (0:2) und am 13. September 2018 im Erstrundenhinspiel gegen den Lillestrøm SK (0:3) berücksichtigt. Seit 2024 ist sie für den Ligakonkurrenten ZSKA Moskau aktiv.

### Nationalmannschaft
Schischkina kam als Nationalspielerin für den RFS in der U19-Nationalmannschaft das erste Mal zu Länderspielen. Für die angestrebte Teilnahme an der vom 8. bis zum 20. August 2017 in Nordirland vorgesehenen und altersbezogenen Europameisterschaft kam sie in der Gruppe A in allen drei Qualifikationsspielen der Eliterunde am 26., 28. und 31. Mai 2017 an unterschiedlichen ungarischen Spielorten gegen die U19-Nationalmannschaften Spaniens, Belgiens und Ungarns zum Einsatz und erlebte mit 1:3, 0:3 und 0:1 gleich drei Niederlagen.
Für die A-Nationalmannschaft debütierte sie am 19. Januar 2018 in San Pedro del Pinatar bei der 0:1-Niederlage im Freundschaftsspiel gegen die A-Nationalmannschaft der Slowakei. Am selben Spielort, drei Tage später, wurde sie im torlos gebliebenen Freundschaftsspiel gegen die Nationalmannschaft Schottlands berücksichtigt. Bei der Teilnahme ihrer Mannschaft am Turnier um den Algarve-Cup 2018 wurde sie im letzten Spiel der Gruppe 2 bei der 0:3-Niederlage gegen die Nationalmannschaft Schwedens am 5. März in Lagos eingesetzt, wie auch zwei Tage später in Vila Real de Santo António im Spiel um Platz 11. Bei der 1:2-Niederlage gegen die Nationalmannschaft Chinas erzielte sie mit dem Treffer zur 1:0-Führung in der 40. Minute ihr erstes A-Länderspieltor.
Ferner wurde sie am 5. und 9. April 2018 im dritten und vierten Spiel der WM-Qualifikationsgruppe 1 eingesetzt (1:6 vs. Bosnien-Herzegowina in Zenica, 3:0 vs. Kasachstan in Astana). Am 6. und 9. November 2018 gab es ein zweimaliges Kräftemessen mit der Nationalmannschaft Serbiens in Lazarevac und Stara Pazova; beide in Freundschaft ausgetragenen Länderspiele wurden mit 1:0 und 2:1 gewonnen.
2019 nahm sie mit ihrer Mannschaft am Vier-Nationen-Turnier in Wuhan teil und kam einzig im Spiel um Platz 3 am 7. April beim 3:0-Sieg über die Nationalmannschaft Kroatiens zum Einsatz. Am 14. Juni wirkte sie in Chomutov bei der 0:2-Niederlage im Freundschaftsspiel gegen die Nationalmannschaft Tschechiens mit, wie auch am 3. September in Moskau beim 4:0-Sieg über die Nationalmannschaft Estlands im zweiten Spiel der EM-Qualifikationsgruppe A.

## Erfolge
- Russischer Meister 2017
- Russischer Pokal-Sieger 2018, 2019